# 公共物品
在經濟學中，公共財（英語：public good），又稱為社會財（social good）與集體財貨，是一種既非排他性又非競爭性的財貨（Good），由一個人使用既不會妨礙其他人使用，也不會降低其他人的可使用性。因此，該商品必須對多個使用者有價值，也可以同時被多人使用。這與共有財（common good），這種具有非排他性但在一定程度上具有競爭性的概念形成對比，如海洋中的野生魚類種群。如果捕撈的魚太多，魚群就會枯竭，因此必須限制其他人捕魚，這類型財貨屬於共有財。
資本財可用於生產“…通常大規模提供給許多消費者”的公共財或服務。與其他類型的經濟財貨不同，公共財被描述為“非競爭性”或“非排他性”，一個人使用既不會阻止其他人使用，也不會減少其他人的使用。同樣，使用資本財生產公共財可能會導致新的資本財的創造。在某些情況下，公共財或服務被認為是“...利潤不足以由私營部門提供...（並且）在沒有政府提供的情況下，這些產品或服務的生產量相對小或完全缺乏”。
公共財包括知識、官方統計數據、國家安全、通用語言、執法、公園、免費道路、電視和無線電廣播。此外，防洪系統、燈塔和街道照明也是常見的社會財。遍佈全球之公共財不僅限於實體書籍文學，還包括媒體、圖像和影片。例如，知識在全球範圍內得到很好的共享。有關健康意識、環境保護議題和維護生物多樣性的資訊是社會中每個人都可以獲得的常識，而不必阻止其他人獲取。此外，使用文化詞典分享和解釋當代歷史，特別是關於受保護的文化遺產，是人們可以自由獲取的其他知識來源。
公共財問題通常與“搭便車”問題密切相關，即不為財貨付費的人可能會繼續使用之。因此，財貨可能生產不足、過度使用或退化。公共財也可能受到訪問限制，然後可能被視為準公共財；排除機制包括公路使用收費、擁堵收費（英語：Congestion pricing）和帶有只能由付費用戶解密的編碼信號的付費電視。
關於如何衡量經濟中公共財問題的重要性以及確定最佳補救措施，存在大量爭論和文獻。
一些经济学家认为公共財的存在，會導致市场失灵，因此应该由政府提供或者有政府干预。

## 特征
一般認為最早提出公共財理論的學者為保羅·薩繆爾森，在1954年的論文〈公共支出的純理論〉（The Pure Theory of Public Expenditure）中，他稱呼公共財為集體消費財（collective consumption good），並做出以下定義：
能由所有人共同享受的[商品]，意即，每個個體在消費這個財貨時，不會導致其他也在消費這個財貨的個人，能夠消費的財貨有任何減少...
|  |                                      |                          |
|  | 食物、汽车、衣物                     | 漁業資源、水資源、煤炭   |
|  | 卫星电视信号、圖書館、電影、公共交通 | 国防、免费电视节目、知識 |

### 非競爭性
非競爭性，是指当一个人消费该財貨时，不会减少其他人对这种財貨的效益。比如說，如果某人吃了蛋糕，另一個人就吃不了這個蛋糕，所以蛋糕就不具有非競爭性。換言之，蛋糕這種財貨具有競爭性。又比如一個人看免費電視節目，並不會影響到另一人看該節目的權益，這種性質則稱為非競爭性。
因此，同一個公共財每增加一名消費者，所帶來的邊際成本等於零。值得注意的是，生產一個新的公共財，所帶來的邊際成本依然大於零。在免費電視節目的例子中，我們能沒有成本地增加收看的人，但製作一個新的電視節目仍是涉及成本的。

### 非排他性
非排他性指的是某人在付費消費一種財貨時，不能排除其他沒有付費的人消費這一財貨，或者排除的成本很高。公共財的效用不可分割地影响整个公众，而不管其中任何个人有否付費。舉例來說，國防服務難以區分有付費和沒有付費的人，只能同時保護國內所有人，因此具有非排他性。
享用公共財而未付出代價者，稱為「搭便車者」（英語：free-rider）。

### 其他
公共財的特征除了非競爭性和非排他性，还有一些其他的属性：
- 不可分性：向所有人提供或是不向任何人提供
- 投资大，经营成本小
- 自然垄断
- 收费的成本过高
- 消费具有社会文化价值

## 公共財與公物
「公共財、私有財」這一對概念與「公物、私物」這一對概念的意義不同，但是常常被混淆，其實「公共財」並不是一般大眾所指的「公物」。
「公共財、私有財」這一對概念定義於競爭性和排他性兩個性質，而「公物、私物」這一對概念定義於財貨的所有權。「公物」指多數人共同擁有該物的產權，也稱為「共有資源、共有財」。公物是無法判斷擁有者的「無主物」，而私物則指一個人（或法人）擁有該物品的產權。舉例來說，公共廁所沒有單一擁有者，所以是「公物」，但兩個人不能同時使用同一個廁所，不能算是「公共財」。

## 公共財與政府干预

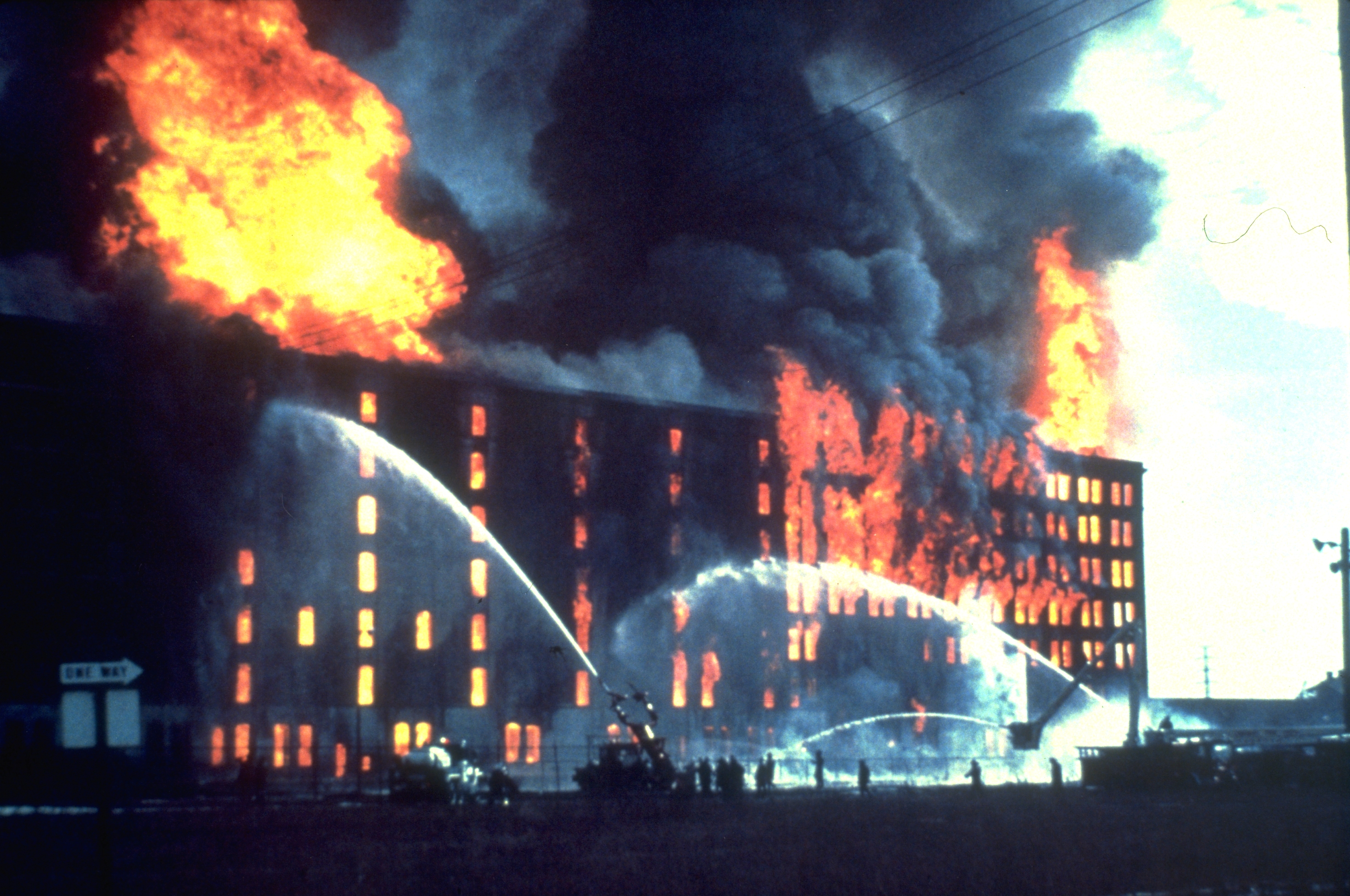
消防服務為公共財。

公共財这一概念是，是一些經濟學家提出「混合经济」理论的重要依据。由于市场经济自身存在失灵的情况，一些经济活动必需由政府出面进行组织，政府经济部门就有某种存在的必要。
1848年，經濟學家约翰·斯图尔特·密尔提出燈塔具有非排他性，私人生產無利可圖，應由政府提供。
1954年，保羅·森穆遜提出，燈塔具有非競爭性，多服務一艘船，所帶來的邊際成本等於零。為了讓社會利益極大化，燈塔不應收費，因此應由政府提供。
然而，香港經濟學家張五常卻提出反對的意見。他認為公共財仍然可由私人提供，向消費者收費。把公共財捆綁私有財銷售，以隔離不付費的人，便可有效收費。